# Mogočna Afrodita
Mogočna Afrodita (angleško Mighty Aphrodite) je ameriški romantično komični film iz leta 1995, ki ga je režiral in zanj napisal scenarij Woody Allen. Poleg Allena v glavnih vlogah nastopajo še Mira Sorvino, Helena Bonham Carter, Michael Rapaport in F. Murray Abraham. Zgodba, ki jo je navdihnila drama Pygmalion, govori o Lennyju Weinribu (Allen), ki išče genialno biološko mati svojega sina, ki se v resnici izkaže za zagrenjeno prostitutko Lindo Ash (Sorvino).
Film kot celoto so kritiki ocenili blago pozitivno, posebej pa so izpostavili in hvalili igro Mire Sorvino, ki je zanjo prejela oskarja, Zlati globus in več drugih nagrad za najboljšo žensko stransko vlogo, Allen pa je bil nominiran za oskarja in nagrado Združenja ameriških filmskih in TV scenaristov za najboljši scenarij.

## Vloge
- Woody Allen kot Lenny Weinrib
- Mira Sorvino kot Leslie / Linda Ash
- Helena Bonham Carter kot Amanda Sloan Weinrib
- Michael Rapaport kot Kevin
- F. Murray Abraham kot Greek Chorus Leader
- Olympia Dukakis kot Jokasta
- David Ogden Stiers kot Laj
- Jack Warden kot Tiresija
- Danielle Ferland kot Kasandra
- Peter Weller kot Jerry Bender
- Claire Bloom kot ga. Sloan